# Alvas Powell
Alvas Powell (1994. július 18. –) jamaicai labdarúgó, az amerikai Cincinnati hátvédje.